# Fintelmann (Gärtnerfamilie)
Fintelmann ist eine deutsche Gärtnerfamilie, die in vier Generationen Hofgärtner hervorbrachte.

## Stammtafel (Auszug)
|                                                                                        |                                                                                        |                                                                                        |                                                                                        |                                                                                                |                                                                                                |                                                                                                |                                                                                                |                                                                                                 |                                                                                                 |                                                                                                 |                                                                                                 |                                                                                                 |                                                                                                 |  |  | | | | | Heinrich * Niendorf bei Lüneburg † 12.12.1733 Niendorf Gärtner und Schulze in Niendorf (1690 nachweisbar)                                                 | |                                                                                           |                                                                                           | | | | | | |  |  |  |  |  |  | | | | | | |  |  |  |  |  |  |  |  |  |  | | | | | | |  |  |  |  |  |  |  |  |  |  |  |  |  |  |  |  |  |  |  |  |  |  |  |  |  |  |  |  |  |  |
|                                                                                        |                                                                                        |                                                                                        |                                                                                        |                                                                                                |                                                                                                |                                                                                                |                                                                                                |                                                                                                 |                                                                                                 |                                                                                                 |                                                                                                 |                                                                                                 |                                                                                                 |  |  | | | | | | |                                                                                           |                                                                                           | | | | | | |  |  |  |  |  |  | | | | | | |  |  |  |  |  |  |  |  |  |  | | | | | | |  |  |  |  |  |  |  |  |  |  |  |  |  |  |  |  |  |  |  |  |  |  |  |  |  |  |  |  |  |  |
|                                                                                        |                                                                                        |                                                                                        |                                                                                        |                                                                                                |                                                                                                |                                                                                                |                                                                                                |                                                                                                 |                                                                                                 |                                                                                                 |                                                                                                 |                                                                                                 |                                                                                                 |  |  | | | | | | |                                                                                           |                                                                                           | | | | | | |  |  |  |  |  |  | | | | | | |  |  |  |  |  |  |  |  |  |  | | | | | | |  |  |  |  |  |  |  |  |  |  |  |  |  |  |  |  |  |  |  |  |  |  |  |  |  |  |  |  |  |  |
|                                                                                        |                                                                                        |                                                                                        |                                                                                        |                                                                                                |                                                                                                |                                                                                                |                                                                                                |                                                                                                 |                                                                                                 |                                                                                                 |                                                                                                 |                                                                                                 |                                                                                                 |  |  | | | | | Joachim Heinrich * Niendorf bei Lüneburg † 11.12.1752 Charlottenburg Herrschaftlicher Gärtner bei der Familie von Bredow im Gutspark Senzke               | |                                                                                           |                                                                                           | | | | | | |  |  |  |  |  |  | | | | | | |  |  |  |  |  |  |  |  |  |  | | | | | | |  |  |  |  |  |  |  |  |  |  |  |  |  |  |  |  |  |  |  |  |  |  |  |  |  |  |  |  |  |  |
|                                                                                        |                                                                                        |                                                                                        |                                                                                        |                                                                                                |                                                                                                |                                                                                                |                                                                                                |                                                                                                 |                                                                                                 |                                                                                                 |                                                                                                 |                                                                                                 |                                                                                                 |  |  | | | | | | |                                                                                           |                                                                                           | | | | | | |  |  |  |  |  |  | | | | | | |  |  |  |  |  |  |  |  |  |  | | | | | | |  |  |  |  |  |  |  |  |  |  |  |  |  |  |  |  |  |  |  |  |  |  |  |  |  |  |  |  |  |  |
|                                                                                        |                                                                                        |                                                                                        |                                                                                        |                                                                                                |                                                                                                |                                                                                                |                                                                                                |                                                                                                 |                                                                                                 |                                                                                                 |                                                                                                 |                                                                                                 |                                                                                                 |  |  | | | | | | |                                                                                           |                                                                                           | | | | | | |  |  |  |  |  |  | | | | | | |  |  |  |  |  |  |  |  |  |  | | | | | | |  |  |  |  |  |  |  |  |  |  |  |  |  |  |  |  |  |  |  |  |  |  |  |  |  |  |  |  |  |  |
|                                                                                        |                                                                                        |                                                                                        |                                                                                        |                                                                                                |                                                                                                |                                                                                                |                                                                                                |                                                                                                 |                                                                                                 |                                                                                                 |                                                                                                 |                                                                                                 |                                                                                                 |  |  | | | | | Carl Friedrich * 6.1.1738 Senzke † 23.11.1811 Pfaueninsel Hofgärtner in Charlottenburg (Küchengarten)                                                     | |                                                                                           |                                                                                           | | | | | | |  |  |  |  |  |  | | | | | | |  |  |  |  |  |  |  |  |  |  | | | | | | |  |  |  |  |  |  |  |  |  |  |  |  |  |  |  |  |  |  |  |  |  |  |  |  |  |  |  |  |  |  |
|                                                                                        |                                                                                        |                                                                                        |                                                                                        |                                                                                                |                                                                                                |                                                                                                |                                                                                                |                                                                                                 |                                                                                                 |                                                                                                 |                                                                                                 |                                                                                                 |                                                                                                 |  |  | | | | | | |                                                                                           |                                                                                           | | | | | | |  |  |  |  |  |  | | | | | | |  |  |  |  |  |  |  |  |  |  | | | | | | |  |  |  |  |  |  |  |  |  |  |  |  |  |  |  |  |  |  |  |  |  |  |  |  |  |  |  |  |  |  |
|                                                                                        |                                                                                        |                                                                                        |                                                                                        |                                                                                                |                                                                                                |                                                                                                |                                                                                                |                                                                                                 |                                                                                                 |                                                                                                 |                                                                                                 |                                                                                                 |                                                                                                 |  |  | | | | | | |                                                                                           |                                                                                           | | | | | | |  |  |  |  |  |  | | | | | | |  |  |  |  |  |  |  |  |  |  | | | | | | |  |  |  |  |  |  |  |  |  |  |  |  |  |  |  |  |  |  |  |  |  |  |  |  |  |  |  |  |  |  |
|                                                                                        |                                                                                        |                                                                                        |                                                                                        | Friedrich Wilhelm Julius * 29.8.1766 Charlottenburg † 29.6.1816 Tegel Handelsgärtner in Berlin | Friedrich Wilhelm Julius * 29.8.1766 Charlottenburg † 29.6.1816 Tegel Handelsgärtner in Berlin | Friedrich Wilhelm Julius * 29.8.1766 Charlottenburg † 29.6.1816 Tegel Handelsgärtner in Berlin | Friedrich Wilhelm Julius * 29.8.1766 Charlottenburg † 29.6.1816 Tegel Handelsgärtner in Berlin | Friedrich Wilhelm Julius * 29.8.1766 Charlottenburg † 29.6.1816 Tegel Handelsgärtner in Berlin  | Friedrich Wilhelm Julius * 29.8.1766 Charlottenburg † 29.6.1816 Tegel Handelsgärtner in Berlin  |                                                                                                 |                                                                                                 |                                                                                                 |                                                                                                 |  |  | | | | | Carl Christian * 25.12.1767 Charlottenburg † 15.5.1848 Klein Glienicke Kaufmann in Berlin                                                                 | Carl Christian * 25.12.1767 Charlottenburg † 15.5.1848 Klein Glienicke Kaufmann in Berlin                                                                 | Carl Christian * 25.12.1767 Charlottenburg † 15.5.1848 Klein Glienicke Kaufmann in Berlin | Carl Christian * 25.12.1767 Charlottenburg † 15.5.1848 Klein Glienicke Kaufmann in Berlin | Carl Christian * 25.12.1767 Charlottenburg † 15.5.1848 Klein Glienicke Kaufmann in Berlin | Carl Christian * 25.12.1767 Charlottenburg † 15.5.1848 Klein Glienicke Kaufmann in Berlin | | | | |  |  |  |  |  |  | Joachim Anton Ferdinand * 30.1.1774 Charlottenburg † 24.12.1863 ebenda Hofgärtner auf der Pfaueninsel und in Charlottenburg | Joachim Anton Ferdinand * 30.1.1774 Charlottenburg † 24.12.1863 ebenda Hofgärtner auf der Pfaueninsel und in Charlottenburg | Joachim Anton Ferdinand * 30.1.1774 Charlottenburg † 24.12.1863 ebenda Hofgärtner auf der Pfaueninsel und in Charlottenburg | Joachim Anton Ferdinand * 30.1.1774 Charlottenburg † 24.12.1863 ebenda Hofgärtner auf der Pfaueninsel und in Charlottenburg | Joachim Anton Ferdinand * 30.1.1774 Charlottenburg † 24.12.1863 ebenda Hofgärtner auf der Pfaueninsel und in Charlottenburg | Joachim Anton Ferdinand * 30.1.1774 Charlottenburg † 24.12.1863 ebenda Hofgärtner auf der Pfaueninsel und in Charlottenburg |  |  |  |  |  |  |  |  |  |  | Karl Friedrich Simon * 3.5.1775 Charlottenburg † 25.10.1837 Tiergarten Oberförster im Tiergarten                                                    | Karl Friedrich Simon * 3.5.1775 Charlottenburg † 25.10.1837 Tiergarten Oberförster im Tiergarten                                                    | Karl Friedrich Simon * 3.5.1775 Charlottenburg † 25.10.1837 Tiergarten Oberförster im Tiergarten                                                    | Karl Friedrich Simon * 3.5.1775 Charlottenburg † 25.10.1837 Tiergarten Oberförster im Tiergarten                                                    | Karl Friedrich Simon * 3.5.1775 Charlottenburg † 25.10.1837 Tiergarten Oberförster im Tiergarten                                                    | Karl Friedrich Simon * 3.5.1775 Charlottenburg † 25.10.1837 Tiergarten Oberförster im Tiergarten                                                    |  |  |  |  |  |  |  |  |  |  |  |  |  |  |  |  |  |  |  |  |  |  |  |  |  |  |  |  |  |  |
|                                                                                        |                                                                                        |                                                                                        |                                                                                        | Friedrich Wilhelm Julius * 29.8.1766 Charlottenburg † 29.6.1816 Tegel Handelsgärtner in Berlin | Friedrich Wilhelm Julius * 29.8.1766 Charlottenburg † 29.6.1816 Tegel Handelsgärtner in Berlin | Friedrich Wilhelm Julius * 29.8.1766 Charlottenburg † 29.6.1816 Tegel Handelsgärtner in Berlin | Friedrich Wilhelm Julius * 29.8.1766 Charlottenburg † 29.6.1816 Tegel Handelsgärtner in Berlin | Friedrich Wilhelm Julius * 29.8.1766 Charlottenburg † 29.6.1816 Tegel Handelsgärtner in Berlin  | Friedrich Wilhelm Julius * 29.8.1766 Charlottenburg † 29.6.1816 Tegel Handelsgärtner in Berlin  |                                                                                                 |                                                                                                 |                                                                                                 |                                                                                                 |  |  | | | | | Carl Christian * 25.12.1767 Charlottenburg † 15.5.1848 Klein Glienicke Kaufmann in Berlin                                                                 | Carl Christian * 25.12.1767 Charlottenburg † 15.5.1848 Klein Glienicke Kaufmann in Berlin                                                                 | Carl Christian * 25.12.1767 Charlottenburg † 15.5.1848 Klein Glienicke Kaufmann in Berlin | Carl Christian * 25.12.1767 Charlottenburg † 15.5.1848 Klein Glienicke Kaufmann in Berlin | Carl Christian * 25.12.1767 Charlottenburg † 15.5.1848 Klein Glienicke Kaufmann in Berlin | Carl Christian * 25.12.1767 Charlottenburg † 15.5.1848 Klein Glienicke Kaufmann in Berlin | | | | |  |  |  |  |  |  | Joachim Anton Ferdinand * 30.1.1774 Charlottenburg † 24.12.1863 ebenda Hofgärtner auf der Pfaueninsel und in Charlottenburg | Joachim Anton Ferdinand * 30.1.1774 Charlottenburg † 24.12.1863 ebenda Hofgärtner auf der Pfaueninsel und in Charlottenburg | Joachim Anton Ferdinand * 30.1.1774 Charlottenburg † 24.12.1863 ebenda Hofgärtner auf der Pfaueninsel und in Charlottenburg | Joachim Anton Ferdinand * 30.1.1774 Charlottenburg † 24.12.1863 ebenda Hofgärtner auf der Pfaueninsel und in Charlottenburg | Joachim Anton Ferdinand * 30.1.1774 Charlottenburg † 24.12.1863 ebenda Hofgärtner auf der Pfaueninsel und in Charlottenburg | Joachim Anton Ferdinand * 30.1.1774 Charlottenburg † 24.12.1863 ebenda Hofgärtner auf der Pfaueninsel und in Charlottenburg |  |  |  |  |  |  |  |  |  |  | Karl Friedrich Simon * 3.5.1775 Charlottenburg † 25.10.1837 Tiergarten Oberförster im Tiergarten                                                    | Karl Friedrich Simon * 3.5.1775 Charlottenburg † 25.10.1837 Tiergarten Oberförster im Tiergarten                                                    | Karl Friedrich Simon * 3.5.1775 Charlottenburg † 25.10.1837 Tiergarten Oberförster im Tiergarten                                                    | Karl Friedrich Simon * 3.5.1775 Charlottenburg † 25.10.1837 Tiergarten Oberförster im Tiergarten                                                    | Karl Friedrich Simon * 3.5.1775 Charlottenburg † 25.10.1837 Tiergarten Oberförster im Tiergarten                                                    | Karl Friedrich Simon * 3.5.1775 Charlottenburg † 25.10.1837 Tiergarten Oberförster im Tiergarten                                                    |  |  |  |  |  |  |  |  |  |  |  |  |  |  |  |  |  |  |  |  |  |  |  |  |  |  |  |  |  |  |
|                                                                                        |                                                                                        |                                                                                        |                                                                                        |                                                                                                |                                                                                                |                                                                                                |                                                                                                |                                                                                                 |                                                                                                 |                                                                                                 |                                                                                                 |                                                                                                 |                                                                                                 |  |  | | | | | | |                                                                                           |                                                                                           | | | | | | |  |  |  |  |  |  | | | | | | |  |  |  |  |  |  |  |  |  |  | | | | | | |  |  |  |  |  |  |  |  |  |  |  |  |  |  |  |  |  |  |  |  |  |  |  |  |  |  |  |  |  |  |
| Carl Friedrich Christian * 4.4.1793 Berlin † Juli 1861 Petrowsk Hofgärtner in Petrowsk | Carl Friedrich Christian * 4.4.1793 Berlin † Juli 1861 Petrowsk Hofgärtner in Petrowsk | Carl Friedrich Christian * 4.4.1793 Berlin † Juli 1861 Petrowsk Hofgärtner in Petrowsk | Carl Friedrich Christian * 4.4.1793 Berlin † Juli 1861 Petrowsk Hofgärtner in Petrowsk | Carl Friedrich Christian * 4.4.1793 Berlin † Juli 1861 Petrowsk Hofgärtner in Petrowsk         | Carl Friedrich Christian * 4.4.1793 Berlin † Juli 1861 Petrowsk Hofgärtner in Petrowsk         |                                                                                                |                                                                                                | Carl Julius * 20.9.1794 Berlin † 25.6.1866 Charlottenburg Hofgärtner am Neuen Palais in Potsdam | Carl Julius * 20.9.1794 Berlin † 25.6.1866 Charlottenburg Hofgärtner am Neuen Palais in Potsdam | Carl Julius * 20.9.1794 Berlin † 25.6.1866 Charlottenburg Hofgärtner am Neuen Palais in Potsdam | Carl Julius * 20.9.1794 Berlin † 25.6.1866 Charlottenburg Hofgärtner am Neuen Palais in Potsdam | Carl Julius * 20.9.1794 Berlin † 25.6.1866 Charlottenburg Hofgärtner am Neuen Palais in Potsdam | Carl Julius * 20.9.1794 Berlin † 25.6.1866 Charlottenburg Hofgärtner am Neuen Palais in Potsdam |  |  | Adolph Gustav I. * 30.6.1803 Berlin † 1.3.1871 in Charlottenhof, Potsdam Hofgärtner in Schloss Paretz, in der Sanssouci-Melonerie und auf der Pfaueninsel | Adolph Gustav I. * 30.6.1803 Berlin † 1.3.1871 in Charlottenhof, Potsdam Hofgärtner in Schloss Paretz, in der Sanssouci-Melonerie und auf der Pfaueninsel | Adolph Gustav I. * 30.6.1803 Berlin † 1.3.1871 in Charlottenhof, Potsdam Hofgärtner in Schloss Paretz, in der Sanssouci-Melonerie und auf der Pfaueninsel | Adolph Gustav I. * 30.6.1803 Berlin † 1.3.1871 in Charlottenhof, Potsdam Hofgärtner in Schloss Paretz, in der Sanssouci-Melonerie und auf der Pfaueninsel | Adolph Gustav I. * 30.6.1803 Berlin † 1.3.1871 in Charlottenhof, Potsdam Hofgärtner in Schloss Paretz, in der Sanssouci-Melonerie und auf der Pfaueninsel | Adolph Gustav I. * 30.6.1803 Berlin † 1.3.1871 in Charlottenhof, Potsdam Hofgärtner in Schloss Paretz, in der Sanssouci-Melonerie und auf der Pfaueninsel |                                                                                           |                                                                                           | Friedrich Wilhelm Ludwig * 29.10.1809 Berlin † 26.1.1879 Breslau Promovierter Forstrat in Berlin                                                                                                  | Friedrich Wilhelm Ludwig * 29.10.1809 Berlin † 26.1.1879 Breslau Promovierter Forstrat in Berlin                                                                                                  | Friedrich Wilhelm Ludwig * 29.10.1809 Berlin † 26.1.1879 Breslau Promovierter Forstrat in Berlin                                                                                                  | Friedrich Wilhelm Ludwig * 29.10.1809 Berlin † 26.1.1879 Breslau Promovierter Forstrat in Berlin                                                                                                  | Friedrich Wilhelm Ludwig * 29.10.1809 Berlin † 26.1.1879 Breslau Promovierter Forstrat in Berlin                                                                                                  | Friedrich Wilhelm Ludwig * 29.10.1809 Berlin † 26.1.1879 Breslau Promovierter Forstrat in Berlin                                                                                                  |  |  |  |  |  |  | | | | | | |  |  |  |  |  |  |  |  |  |  | Friedrich Julius Heinrich * 31.1.1825 Tiergartenmühle † 10.10.1895 Potsdam Hofgärtner in Wernigerode, Garteninspektor und Gartenbaulehrer in Eldena | Friedrich Julius Heinrich * 31.1.1825 Tiergartenmühle † 10.10.1895 Potsdam Hofgärtner in Wernigerode, Garteninspektor und Gartenbaulehrer in Eldena | Friedrich Julius Heinrich * 31.1.1825 Tiergartenmühle † 10.10.1895 Potsdam Hofgärtner in Wernigerode, Garteninspektor und Gartenbaulehrer in Eldena | Friedrich Julius Heinrich * 31.1.1825 Tiergartenmühle † 10.10.1895 Potsdam Hofgärtner in Wernigerode, Garteninspektor und Gartenbaulehrer in Eldena | Friedrich Julius Heinrich * 31.1.1825 Tiergartenmühle † 10.10.1895 Potsdam Hofgärtner in Wernigerode, Garteninspektor und Gartenbaulehrer in Eldena | Friedrich Julius Heinrich * 31.1.1825 Tiergartenmühle † 10.10.1895 Potsdam Hofgärtner in Wernigerode, Garteninspektor und Gartenbaulehrer in Eldena |  |  |  |  |  |  |  |  |  |  |  |  |  |  |  |  |  |  |  |  |  |  |  |  |  |  |  |  |  |  |
| Carl Friedrich Christian * 4.4.1793 Berlin † Juli 1861 Petrowsk Hofgärtner in Petrowsk | Carl Friedrich Christian * 4.4.1793 Berlin † Juli 1861 Petrowsk Hofgärtner in Petrowsk | Carl Friedrich Christian * 4.4.1793 Berlin † Juli 1861 Petrowsk Hofgärtner in Petrowsk | Carl Friedrich Christian * 4.4.1793 Berlin † Juli 1861 Petrowsk Hofgärtner in Petrowsk | Carl Friedrich Christian * 4.4.1793 Berlin † Juli 1861 Petrowsk Hofgärtner in Petrowsk         | Carl Friedrich Christian * 4.4.1793 Berlin † Juli 1861 Petrowsk Hofgärtner in Petrowsk         |                                                                                                |                                                                                                | Carl Julius * 20.9.1794 Berlin † 25.6.1866 Charlottenburg Hofgärtner am Neuen Palais in Potsdam | Carl Julius * 20.9.1794 Berlin † 25.6.1866 Charlottenburg Hofgärtner am Neuen Palais in Potsdam | Carl Julius * 20.9.1794 Berlin † 25.6.1866 Charlottenburg Hofgärtner am Neuen Palais in Potsdam | Carl Julius * 20.9.1794 Berlin † 25.6.1866 Charlottenburg Hofgärtner am Neuen Palais in Potsdam | Carl Julius * 20.9.1794 Berlin † 25.6.1866 Charlottenburg Hofgärtner am Neuen Palais in Potsdam | Carl Julius * 20.9.1794 Berlin † 25.6.1866 Charlottenburg Hofgärtner am Neuen Palais in Potsdam |  |  | Adolph Gustav I. * 30.6.1803 Berlin † 1.3.1871 in Charlottenhof, Potsdam Hofgärtner in Schloss Paretz, in der Sanssouci-Melonerie und auf der Pfaueninsel | Adolph Gustav I. * 30.6.1803 Berlin † 1.3.1871 in Charlottenhof, Potsdam Hofgärtner in Schloss Paretz, in der Sanssouci-Melonerie und auf der Pfaueninsel | Adolph Gustav I. * 30.6.1803 Berlin † 1.3.1871 in Charlottenhof, Potsdam Hofgärtner in Schloss Paretz, in der Sanssouci-Melonerie und auf der Pfaueninsel | Adolph Gustav I. * 30.6.1803 Berlin † 1.3.1871 in Charlottenhof, Potsdam Hofgärtner in Schloss Paretz, in der Sanssouci-Melonerie und auf der Pfaueninsel | Adolph Gustav I. * 30.6.1803 Berlin † 1.3.1871 in Charlottenhof, Potsdam Hofgärtner in Schloss Paretz, in der Sanssouci-Melonerie und auf der Pfaueninsel | Adolph Gustav I. * 30.6.1803 Berlin † 1.3.1871 in Charlottenhof, Potsdam Hofgärtner in Schloss Paretz, in der Sanssouci-Melonerie und auf der Pfaueninsel |                                                                                           |                                                                                           | Friedrich Wilhelm Ludwig * 29.10.1809 Berlin † 26.1.1879 Breslau Promovierter Forstrat in Berlin                                                                                                  | Friedrich Wilhelm Ludwig * 29.10.1809 Berlin † 26.1.1879 Breslau Promovierter Forstrat in Berlin                                                                                                  | Friedrich Wilhelm Ludwig * 29.10.1809 Berlin † 26.1.1879 Breslau Promovierter Forstrat in Berlin                                                                                                  | Friedrich Wilhelm Ludwig * 29.10.1809 Berlin † 26.1.1879 Breslau Promovierter Forstrat in Berlin                                                                                                  | Friedrich Wilhelm Ludwig * 29.10.1809 Berlin † 26.1.1879 Breslau Promovierter Forstrat in Berlin                                                                                                  | Friedrich Wilhelm Ludwig * 29.10.1809 Berlin † 26.1.1879 Breslau Promovierter Forstrat in Berlin                                                                                                  |  |  |  |  |  |  | | | | | | |  |  |  |  |  |  |  |  |  |  | Friedrich Julius Heinrich * 31.1.1825 Tiergartenmühle † 10.10.1895 Potsdam Hofgärtner in Wernigerode, Garteninspektor und Gartenbaulehrer in Eldena | Friedrich Julius Heinrich * 31.1.1825 Tiergartenmühle † 10.10.1895 Potsdam Hofgärtner in Wernigerode, Garteninspektor und Gartenbaulehrer in Eldena | Friedrich Julius Heinrich * 31.1.1825 Tiergartenmühle † 10.10.1895 Potsdam Hofgärtner in Wernigerode, Garteninspektor und Gartenbaulehrer in Eldena | Friedrich Julius Heinrich * 31.1.1825 Tiergartenmühle † 10.10.1895 Potsdam Hofgärtner in Wernigerode, Garteninspektor und Gartenbaulehrer in Eldena | Friedrich Julius Heinrich * 31.1.1825 Tiergartenmühle † 10.10.1895 Potsdam Hofgärtner in Wernigerode, Garteninspektor und Gartenbaulehrer in Eldena | Friedrich Julius Heinrich * 31.1.1825 Tiergartenmühle † 10.10.1895 Potsdam Hofgärtner in Wernigerode, Garteninspektor und Gartenbaulehrer in Eldena |  |  |  |  |  |  |  |  |  |  |  |  |  |  |  |  |  |  |  |  |  |  |  |  |  |  |  |  |  |  |
|                                                                                        |                                                                                        |                                                                                        |                                                                                        |                                                                                                |                                                                                                |                                                                                                |                                                                                                |                                                                                                 |                                                                                                 |                                                                                                 |                                                                                                 |                                                                                                 |                                                                                                 |  |  | | | | | | |                                                                                           |                                                                                           | | | | | | |  |  |  |  |  |  | | | | | | |  |  |  |  |  |  |  |  |  |  | | | | | | |  |  |  |  |  |  |  |  |  |  |  |  |  |  |  |  |  |  |  |  |  |  |  |  |  |  |  |  |  |  |
|                                                                                        |                                                                                        |                                                                                        |                                                                                        |                                                                                                |                                                                                                |                                                                                                |                                                                                                |                                                                                                 |                                                                                                 |                                                                                                 |                                                                                                 |                                                                                                 |                                                                                                 |  |  | Gustav II. Adolph * 22.6.1846 Pfaueninsel † 7.9.1918 Potsdam Hofgartendirektor und Direktor der Königlichen Gärtnerlehranstalt am Wildpark bei Potsdam    | Gustav II. Adolph * 22.6.1846 Pfaueninsel † 7.9.1918 Potsdam Hofgartendirektor und Direktor der Königlichen Gärtnerlehranstalt am Wildpark bei Potsdam    | Gustav II. Adolph * 22.6.1846 Pfaueninsel † 7.9.1918 Potsdam Hofgartendirektor und Direktor der Königlichen Gärtnerlehranstalt am Wildpark bei Potsdam    | Gustav II. Adolph * 22.6.1846 Pfaueninsel † 7.9.1918 Potsdam Hofgartendirektor und Direktor der Königlichen Gärtnerlehranstalt am Wildpark bei Potsdam    | Gustav II. Adolph * 22.6.1846 Pfaueninsel † 7.9.1918 Potsdam Hofgartendirektor und Direktor der Königlichen Gärtnerlehranstalt am Wildpark bei Potsdam    | Gustav II. Adolph * 22.6.1846 Pfaueninsel † 7.9.1918 Potsdam Hofgartendirektor und Direktor der Königlichen Gärtnerlehranstalt am Wildpark bei Potsdam    |                                                                                           |                                                                                           | Gustav Ferdinand Axel I. * 27.9.1848 Älmhult, Schweden † 15.5.1907 Berlin Gartenarchitekt, Gartenbaudirektor, Mitglied des Kuratoriums der Königlichen Gärtnerlehranstalt am Wildpark bei Potsdam | Gustav Ferdinand Axel I. * 27.9.1848 Älmhult, Schweden † 15.5.1907 Berlin Gartenarchitekt, Gartenbaudirektor, Mitglied des Kuratoriums der Königlichen Gärtnerlehranstalt am Wildpark bei Potsdam | Gustav Ferdinand Axel I. * 27.9.1848 Älmhult, Schweden † 15.5.1907 Berlin Gartenarchitekt, Gartenbaudirektor, Mitglied des Kuratoriums der Königlichen Gärtnerlehranstalt am Wildpark bei Potsdam | Gustav Ferdinand Axel I. * 27.9.1848 Älmhult, Schweden † 15.5.1907 Berlin Gartenarchitekt, Gartenbaudirektor, Mitglied des Kuratoriums der Königlichen Gärtnerlehranstalt am Wildpark bei Potsdam | Gustav Ferdinand Axel I. * 27.9.1848 Älmhult, Schweden † 15.5.1907 Berlin Gartenarchitekt, Gartenbaudirektor, Mitglied des Kuratoriums der Königlichen Gärtnerlehranstalt am Wildpark bei Potsdam | Gustav Ferdinand Axel I. * 27.9.1848 Älmhult, Schweden † 15.5.1907 Berlin Gartenarchitekt, Gartenbaudirektor, Mitglied des Kuratoriums der Königlichen Gärtnerlehranstalt am Wildpark bei Potsdam |  |  |  |  |  |  | | | | | | |  |  |  |  |  |  |  |  |  |  | Friedrich Carl Walter * 24.9.1863 Wernigerode † 12.10.1937 Ebersdorf Hofgärtner in Ebersdorf                                                        | Friedrich Carl Walter * 24.9.1863 Wernigerode † 12.10.1937 Ebersdorf Hofgärtner in Ebersdorf                                                        | Friedrich Carl Walter * 24.9.1863 Wernigerode † 12.10.1937 Ebersdorf Hofgärtner in Ebersdorf                                                        | Friedrich Carl Walter * 24.9.1863 Wernigerode † 12.10.1937 Ebersdorf Hofgärtner in Ebersdorf                                                        | Friedrich Carl Walter * 24.9.1863 Wernigerode † 12.10.1937 Ebersdorf Hofgärtner in Ebersdorf                                                        | Friedrich Carl Walter * 24.9.1863 Wernigerode † 12.10.1937 Ebersdorf Hofgärtner in Ebersdorf                                                        |  |  |  |  |  |  |  |  |  |  |  |  |  |  |  |  |  |  |  |  |  |  |  |  |  |  |  |  |  |  |
|                                                                                        |                                                                                        |                                                                                        |                                                                                        |                                                                                                |                                                                                                |                                                                                                |                                                                                                |                                                                                                 |                                                                                                 |                                                                                                 |                                                                                                 |                                                                                                 |                                                                                                 |  |  | Gustav II. Adolph * 22.6.1846 Pfaueninsel † 7.9.1918 Potsdam Hofgartendirektor und Direktor der Königlichen Gärtnerlehranstalt am Wildpark bei Potsdam    | Gustav II. Adolph * 22.6.1846 Pfaueninsel † 7.9.1918 Potsdam Hofgartendirektor und Direktor der Königlichen Gärtnerlehranstalt am Wildpark bei Potsdam    | Gustav II. Adolph * 22.6.1846 Pfaueninsel † 7.9.1918 Potsdam Hofgartendirektor und Direktor der Königlichen Gärtnerlehranstalt am Wildpark bei Potsdam    | Gustav II. Adolph * 22.6.1846 Pfaueninsel † 7.9.1918 Potsdam Hofgartendirektor und Direktor der Königlichen Gärtnerlehranstalt am Wildpark bei Potsdam    | Gustav II. Adolph * 22.6.1846 Pfaueninsel † 7.9.1918 Potsdam Hofgartendirektor und Direktor der Königlichen Gärtnerlehranstalt am Wildpark bei Potsdam    | Gustav II. Adolph * 22.6.1846 Pfaueninsel † 7.9.1918 Potsdam Hofgartendirektor und Direktor der Königlichen Gärtnerlehranstalt am Wildpark bei Potsdam    |                                                                                           |                                                                                           | Gustav Ferdinand Axel I. * 27.9.1848 Älmhult, Schweden † 15.5.1907 Berlin Gartenarchitekt, Gartenbaudirektor, Mitglied des Kuratoriums der Königlichen Gärtnerlehranstalt am Wildpark bei Potsdam | Gustav Ferdinand Axel I. * 27.9.1848 Älmhult, Schweden † 15.5.1907 Berlin Gartenarchitekt, Gartenbaudirektor, Mitglied des Kuratoriums der Königlichen Gärtnerlehranstalt am Wildpark bei Potsdam | Gustav Ferdinand Axel I. * 27.9.1848 Älmhult, Schweden † 15.5.1907 Berlin Gartenarchitekt, Gartenbaudirektor, Mitglied des Kuratoriums der Königlichen Gärtnerlehranstalt am Wildpark bei Potsdam | Gustav Ferdinand Axel I. * 27.9.1848 Älmhult, Schweden † 15.5.1907 Berlin Gartenarchitekt, Gartenbaudirektor, Mitglied des Kuratoriums der Königlichen Gärtnerlehranstalt am Wildpark bei Potsdam | Gustav Ferdinand Axel I. * 27.9.1848 Älmhult, Schweden † 15.5.1907 Berlin Gartenarchitekt, Gartenbaudirektor, Mitglied des Kuratoriums der Königlichen Gärtnerlehranstalt am Wildpark bei Potsdam | Gustav Ferdinand Axel I. * 27.9.1848 Älmhult, Schweden † 15.5.1907 Berlin Gartenarchitekt, Gartenbaudirektor, Mitglied des Kuratoriums der Königlichen Gärtnerlehranstalt am Wildpark bei Potsdam |  |  |  |  |  |  | | | | | | |  |  |  |  |  |  |  |  |  |  | Friedrich Carl Walter * 24.9.1863 Wernigerode † 12.10.1937 Ebersdorf Hofgärtner in Ebersdorf                                                        | Friedrich Carl Walter * 24.9.1863 Wernigerode † 12.10.1937 Ebersdorf Hofgärtner in Ebersdorf                                                        | Friedrich Carl Walter * 24.9.1863 Wernigerode † 12.10.1937 Ebersdorf Hofgärtner in Ebersdorf                                                        | Friedrich Carl Walter * 24.9.1863 Wernigerode † 12.10.1937 Ebersdorf Hofgärtner in Ebersdorf                                                        | Friedrich Carl Walter * 24.9.1863 Wernigerode † 12.10.1937 Ebersdorf Hofgärtner in Ebersdorf                                                        | Friedrich Carl Walter * 24.9.1863 Wernigerode † 12.10.1937 Ebersdorf Hofgärtner in Ebersdorf                                                        |  |  |  |  |  |  |  |  |  |  |  |  |  |  |  |  |  |  |  |  |  |  |  |  |  |  |  |  |  |  |
|                                                                                        |                                                                                        |                                                                                        |                                                                                        |                                                                                                |                                                                                                |                                                                                                |                                                                                                |                                                                                                 |                                                                                                 |                                                                                                 |                                                                                                 |                                                                                                 |                                                                                                 |  |  | | | | | | |                                                                                           |                                                                                           | | | | | | |  |  |  |  |  |  | | | | | | |  |  |  |  |  |  |  |  |  |  | | | | | | |  |  |  |  |  |  |  |  |  |  |  |  |  |  |  |  |  |  |  |  |  |  |  |  |  |  |  |  |  |  |
|                                                                                        |                                                                                        |                                                                                        |                                                                                        |                                                                                                |                                                                                                |                                                                                                |                                                                                                |                                                                                                 |                                                                                                 |                                                                                                 |                                                                                                 |                                                                                                 |                                                                                                 |  |  | Käthe Auguste * 12.12.1879 Charlottenburg † 4.2.1973 Berlin Verheiratet mit Hofgärtner, später Garteninspektor Kurt Nietner                               | Käthe Auguste * 12.12.1879 Charlottenburg † 4.2.1973 Berlin Verheiratet mit Hofgärtner, später Garteninspektor Kurt Nietner                               | Käthe Auguste * 12.12.1879 Charlottenburg † 4.2.1973 Berlin Verheiratet mit Hofgärtner, später Garteninspektor Kurt Nietner                               | Käthe Auguste * 12.12.1879 Charlottenburg † 4.2.1973 Berlin Verheiratet mit Hofgärtner, später Garteninspektor Kurt Nietner                               | Käthe Auguste * 12.12.1879 Charlottenburg † 4.2.1973 Berlin Verheiratet mit Hofgärtner, später Garteninspektor Kurt Nietner                               | Käthe Auguste * 12.12.1879 Charlottenburg † 4.2.1973 Berlin Verheiratet mit Hofgärtner, später Garteninspektor Kurt Nietner                               |                                                                                           |                                                                                           | Axel II. Heinrich Friedrich * 24.5.1887 Berlin † 18.8.1956 Boffzen Gartenarchitekt in Potsdam, später Höxter                                                                                      | Axel II. Heinrich Friedrich * 24.5.1887 Berlin † 18.8.1956 Boffzen Gartenarchitekt in Potsdam, später Höxter                                                                                      | Axel II. Heinrich Friedrich * 24.5.1887 Berlin † 18.8.1956 Boffzen Gartenarchitekt in Potsdam, später Höxter                                                                                      | Axel II. Heinrich Friedrich * 24.5.1887 Berlin † 18.8.1956 Boffzen Gartenarchitekt in Potsdam, später Höxter                                                                                      | Axel II. Heinrich Friedrich * 24.5.1887 Berlin † 18.8.1956 Boffzen Gartenarchitekt in Potsdam, später Höxter                                                                                      | Axel II. Heinrich Friedrich * 24.5.1887 Berlin † 18.8.1956 Boffzen Gartenarchitekt in Potsdam, später Höxter                                                                                      |  |  |  |  |  |  | | | | | | |  |  |  |  |  |  |  |  |  |  | | | | | | |  |  |  |  |  |  |  |  |  |  |  |  |  |  |  |  |  |  |  |  |  |  |  |  |  |  |  |  |  |  |

## Weitere Mitglieder der Familie
- Karl Julius Theodor Fintelmann (* 4. Februar 1807 in Berlin; † 13. Januar 1868 in Sacrow), Evangelischer Theologe, von 1837 bis 1871 erster Pfarrer an der Kirche St. Peter und Paul auf Nikolskoë bei Berlin, Sohn von Carl Christian Fintelmann